# Giuseppe Porpora
Giuseppe Porpora (Castellammare di Stabia, 1º gennaio 1926 – Roma, 28 aprile 2013) è stato un militare e prefetto italiano, capo della polizia dal 1984 al 1987.

## Biografia
Nato nel 1926 a Castellammare di Stabia, nell'odierna città metropolitana di Napoli, funzionario del Ministero dell'interno dal 1948.
Nominato prefetto nel 1974, Giuseppe Porpora nel 1977 è prefetto di Cagliari e nel 1979 prefetto di Roma.
Il 1º maggio 1984 fu nominato capo della polizia dal primo governo Craxi, ministro dell'Interno Oscar Luigi Scalfaro, succedendo a Giovanni Rinaldo Coronas. Incarnò per la prima volta in Italia la figura del poliziotto-manager guidando il profondo cambiamento della figura dei funzionari e aumentando le risorse per la loro formazione.
Attuò il coordinamento delle forze di polizia includendo anche la forestale e la penitenziaria. Rimase ai vertici della polizia sino al 1º febbraio 1987, quando fu sostituito da Vincenzo Parisi. Fu poi nominato consigliere di Stato.
Libero docente di contabilità di Stato nell'Università di Napoli, nelle elezioni amministrative del 14-15 giugno 1987 per il comune di Napoli fu candidato nella lista della Democrazia Cristiana, ottenendo 21 000 preferenze.
Morì a Roma a ottantasette anni nel 2013.